# De Typhoon
De Typhoon was een dagblad, verschijnend in de Zaanstreek, voortgekomen uit het Zaanse verzet. De krant, die op 12 oktober 1944 verscheen op initiatief van Gerrit Groot, was vernoemd naar het Britse oorlogsvliegtuig Hawker Typhoon.
De hoogste oplage die werd gehaald was 28.000 in de jaren zestig. Een van de bekendste medewerkers van de Typhoon was Jan Hottentot (1914-2003), die vele jaren lang elke dag een gelegenheidsrijm publiceerde.
De uitgever, drukkerij Stuurman in Zaandam fuseerde begin jaren 70 met Damiate, die het Haarlems Dagblad uitgaf.
Door een fusie van Damiate met de Verenigde Noordhollandse Dagbladen in 1992 hield De Typhoon op te bestaan en ging samen met De Zaanlander op in Dagblad Zaanstreek.

## De Orkaan
Het logo van De Orkaan, een Zaanse nieuwswebsite is 'losjes' gebaseerd op het logo van De Typhoon. Anders dan vaak gedacht is De Orkaan geen voortzetting van De Typhoon.